# Tomo Sugawara
Tomo Sugawara (jap. 菅原 智 Sugawara Tomo; ur. 3 czerwca 1976) – japoński piłkarz występujący na pozycji pomocnika.

## Kariera klubowa
Od 1995 do 2011 roku występował w klubach Tokyo Verdy, Santos FC i Vissel Kobe.